# Taylor Hills
Die Taylor Hills sind eine Reihe vereister Hügel in der antarktischen Ross Dependency. In der Queen Elizabeth Range des Transantarktischen Gebirges ragen sie an der Ostflanke des Lowery-Gletschers zwischen dem Oliver- und dem Robb-Gletscher auf.
Der United States Geological Survey kartierte sie anhand eigener Vermessungen und Luftaufnahmen der United States Navy aus den Jahren von 1960 bis 1962.
Das Advisory Committee on Antarctic Names benannte sie 1966 nach Lawrence Dow Taylor (* 1932), Glaziologe des United States Antarctic Research Program auf der Amundsen-Scott-Südpolstation von 1963 bis 1964.